# Вулиця Юрія Коваленка
Вулиця Юрія Коваленка — вулиця у Фортечному районі міста Кропивницького. Пролягає від Університетського проспекту до вулиці Генерала Жадова. Вулицю перетинає Вулиця Незалежності, прилягає Вулиця Леондіа Каденюка.
Названа на честь українського військовика, Героя України, підполковника Ю. В. Коваленка. До 2016 року носила назву вулиця Маршала Конєва на честь Маршала Радянського Союзу І. С. Конєва.
Забудова вулиці — радянська: панельні 9-поверхівки.

## Транспорт
На вулиці здійснюється інтенсивний рух громадського транспорту:
- тролейбус: № 4, 7, 7а, 8, 9, 10.
- маршрутні таксі: № 1Ц, 3, 4, 5А, 6, 8, 11, 15, 44, 77, 112, 134, 220, 500

## Об'єкти
На вулиці Маршала Конєва розташовані:
- навчальні заклади: СПТУ № 8, Кіровоградський коледж статистики Національної академії статистики, обліку та аудиту.
- торговельні заклади: магазин техніки та електроніки Comfy, сумермаркет Фокстрот, супермаркет Велмарт, МЕТРО База.